# Fabián Coito
Fabián Coito, vollständiger Name Fabián Coito Machado, (* 3. März 1967 in Montevideo) ist ein ehemaliger uruguayischer Fußballspieler und derzeitiger Trainer.

## Karriere

### Spielerlaufbahn
Der 1,79 Meter große Defensivakteur Coito stand zu Beginn seiner Laufbahn von seinem Erstligadebüt 1982 bis 1992 in Reihen der Montevideo Wanderers in der Primera División. 1992 wechselte er zunächst zum Erstligisten Club Atlético Cerro. Im Laufe jenes Jahres ist sodann auch eine Karrierestation in Peru bei San Agustín für ihn verzeichnet. 1993 schloss er sich dem chilenischen Klub Osorno an. In den Jahren 1994 und 1995 setzte er seine Karriere in Honduras bei CD Olimpia fort. Im Torneo Invierno 1996 lief er achtmal beim mexikanischen Klub CF Pachuca in der Primera División auf, blieb aber ohne persönlichen Torerfolg.

### Trainertätigkeit
Central Español war der erste Profiklub, den er von 2004 bis 2005 als Trainer betreute. Im Mai 2007 begann er seine Tätigkeit als Junioren-Nationaltrainer Uruguays. Zunächst zeichnete er bis 2009 für die U-15 verantwortlich und belegte mit dieser bei der U-15-Südamerikameisterschaft 2007 in Brasilien den zweiten Platz. Bei der U-15-Südamerikameisterschaft 2009 in Bolivien beendete seine Mannschaft das Turnier auf dem vierten Rang. Insgesamt bestritt die uruguayische U-15 unter seiner Leitung 37 Länderspiele. davon gewann Uruguay 24 Partien, spielte zweimal unentschieden und unterlag elfmal. Von 2009 bis 2014 trainierte er die uruguayische U-17. 2011 wurde er mit dem Team sowohl bei der U-17-Südamerikameisterschaft als auch bei der U-17-Weltmeisterschaft Zweiter. Zwei Jahre später folgten ein vierter Platz bei der U-17-Südamerikameisterschaft 2013 und ein achter Rang bei der U-17-Weltmeisterschafts-Teilnahme jenes Jahres. Nach 95 Länderspielen der U-17 unter seiner Ägide (43 Siege, 23 Unentschieden, 29 Niederlagen) ist er seit März 2014 Trainer der U-20. Sein Trainerteam bei der U-20 besteht seither aus Co-Trainer Gustavo Ferreyra, Torwarttrainer Carlos Nicola und Sebastián Urrutia als sogenannter „preparador físico“. Bei der U-20-Südamerikameisterschaft 2015 belegte er mit der Mannschaft den 3. Platz und erreichte somit die Qualifikation für die U-20-Weltmeisterschaft 2015. Am 27. Februar 2015 entschied eine Kommission bestehend aus Nationaltrainer Tabárez, dem Sportdirektor der AUF, Eduardo Belza, und Roberto Pastoriza, dass Coito auch die Verantwortung für die U-22 bei den anstehenden Panamerikanischen Spielen 2015 übertragen wird.

### Erfolge als Trainer
- U-17-Vizeweltmeister: 2011
- U-17-Vizesüdamerikameister: 2011
- U-15-Vizesüdamerikameister: 2007